# Lubbert Götzen

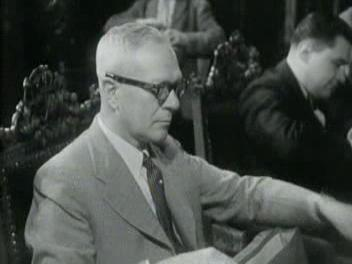
Lubbertus Götzen in 1948

Lubbertus Götzen (Amsterdam, 10 oktober 1894 – 's-Gravenhage, 13 juli 1979) was een Nederlands politicus.
De gereformeerde Götzen was een accountant die als technocraat minister was. Hij doorliep een ambtelijke loopbaan in Nederlands-Indië, waar hij laatstelijk directeur van het departement van Financiën was. In Indië was hij politiek actief in de Christelijke Staatkundige Partij. Hij werd na de oorlog ambtenaar in Nederland en in 1947 minister zonder portefeuille op Overzeese Gebiedsdelen. Götzen moest minister Jonkman enigszins ontlasten van diens zware taken. In het kabinet-Drees II werd hij staatssecretaris. Nadien was hij ruim acht jaar voorzitter van de Algemene Rekenkamer.